# Classe Audace (cacciatorpediniere 1913)
La classe Audace è stata una classe di cacciatorpediniere della Regia Marina composta da 2 unità che ha operato durante la prima guerra mondiale.

## Storia e progetto
Furono derivate dalla classe Indomito ma senza ottenere prestazioni eccellenti: la decisione di non riprodurre la classe in più di due unità derivò anche dalle modeste caratteristiche dimostrate.

## Unità

### Audace
Affondò nel 1916 per collisione con il piroscafo Brasile.

### Animoso
Radiata, dopo aver operato nella prima guerra mondiale, nel 1923.